# Guy Édoin
Guy Édoin, né à Saint-Armand, est un réalisateur québécois.

## Biographie
Après un certificat en scénarisation de l'Université du Québec à Montréal et une majeure en études cinématographiques à l'Université de Montréal, Guy Édoin écrit et réalise Les Affluents, une trilogie de courts métrages. Le premier, Le Pont (2005), est nommé pour un prix Jutra. Il est suivi par Les Eaux mortes (2006) et par La Battue (2007). Ce dernier, en plus d'être sélectionné au Festival international du film de Locarno, au Festival international du film de Toronto et au Festival international du film francophone de Namur, remporte le Jutra du meilleur court métrage. Influencé par Terrence Malick, Paul Thomas Anderson, Ingmar Bergman, Bruno Dumont et Douglas Sirk, Guy Édoin propose des œuvres où le silence, l'ambiguïté, les pulsions sexuelles et la violence créent des univers tendus, bruts et sans concession. En 2011, Marécages, son premier long métrage, mettant en vedette Pascale Bussières, relève d'un langage aussi exigeant. Sélectionné à la Semaine de la critique de la Mostra de Venise, où il est présenté en première mondiale, Marécages ouvre la même année la section Canada First du Festival international du film de Toronto et reçoit une mention honorable au Festival international du film de Vancouver.

## Filmographie
- 2004 : Le Pont (en) (court métrage)
- 2006 : Les Eaux mortes (en) (court métrage)
- 2008 : La Battue (en) (court métrage)
- 2011 : Marécages
- 2013 : Corno (documentaire)
- 2015 : Ville-Marie
- 2019 : Cerebrum (série télévisée, 10 épisodes)
- 2023 : Frontières